# 弗拉基米尔·纳兹雷莫夫
弗拉基米尔·阿里沃维奇·纳兹雷莫夫（俄语：Владимир Аливерович Назлымов，1945年11月1日—），苏联男子击剑运动员。他曾获得1968年、1976年和1980年夏季奥运会击剑比赛男子佩剑团体金牌。孙女Tatiana是美国击剑运动员。